# GM Atlas
Atlas — серия рядных поршневых двигателей внутреннего сгорания производства американской корпорации General Motors, применявшихся в автомобилях на платформах GMT355 и GMT360. Первый двигатель семейства, LL8, был представлен в 2002 году на Oldsmobile Bravada. Кроме того, в разные годы двигатели Atlas устанавливались на Buick Rainier, Chevrolet TrailBlazer и Colorado, GMC Envoy и Canyon, Hummer H3, Isuzu Ascender и i-370, а также Saab 9-7X.
Двигатели используют название GM Vortec. Рядные четырёх-, пяти- и шестицилиндровые двигатели являются частью одного семейства, в них используется одинаковое производственное оборудование: штоки, поршни, клапаны и другие детали. Они оснащены системой прямого зажигания, изменяемыми фазами газораспределения на стороне выпуска, электронным управлением дроссельной заслонкой и специальным масляным поддоном со сквозным отверстием для полуосей в полноприводных автомобилях. Включение VVT со стороны выпускного распределительного вала позволяет серии Atlas соответствовать нормам выбросов без использования EGR, упрощая конструкцию двигателя и увеличивая мощность для широкой кривой мощности. LL8 на 75% разделяет свои компоненты с LK5 и L52; в то время как LK5 и L52 имеют 89% общих компонентов.
Двигатели Atlas оснащены алюминиевыми блоками цилиндров и головками цилиндров, а отверстия цилиндров оснащены сменными стальными гильзами цилиндров. Четырёх- и пятицилиндровые двигатели оснащены двойными балансирными валами, в то время как шестицилиндровые двигатели не оснащались балансирными валами.

## LL8 (Vortec 4200)

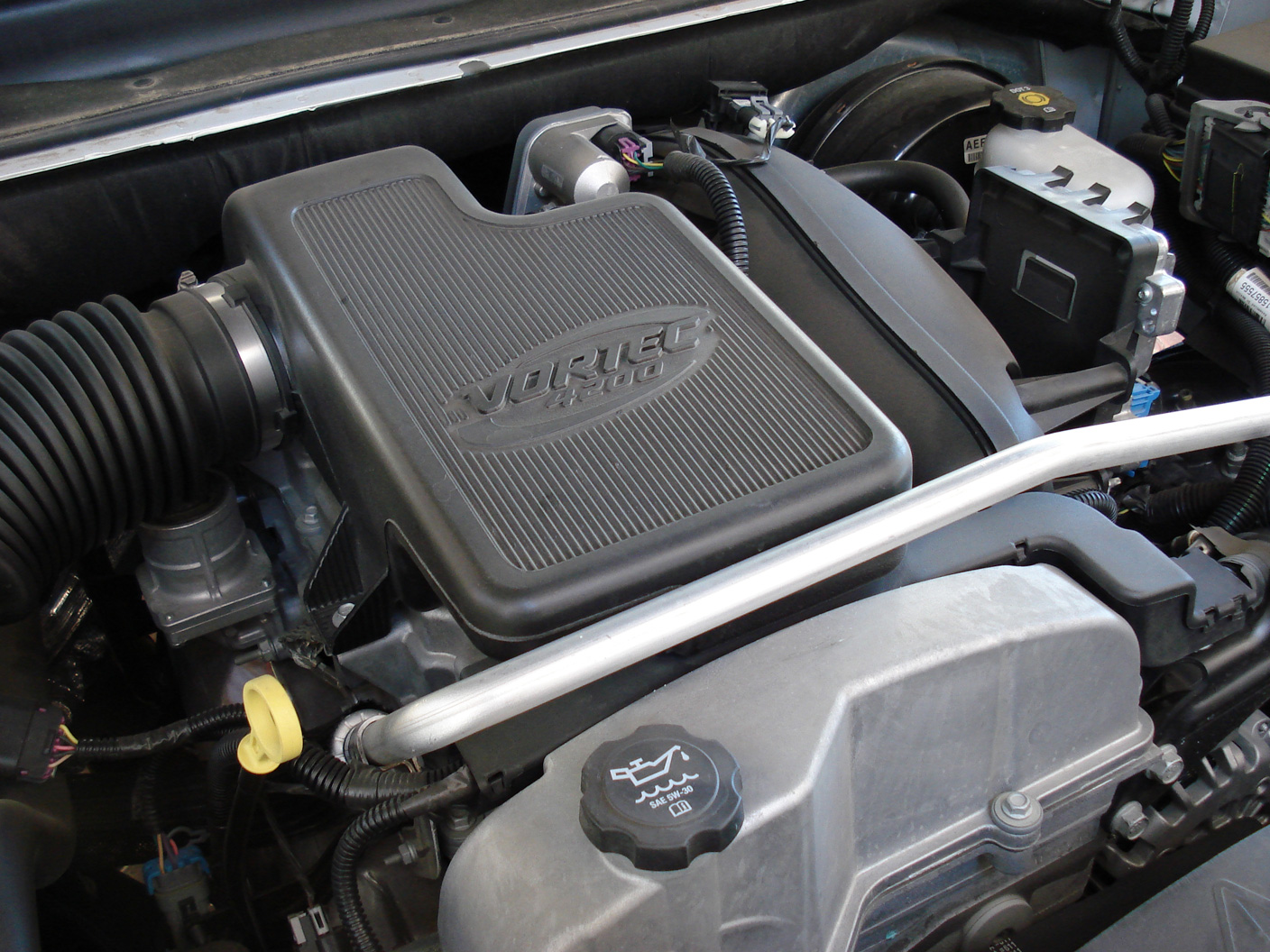
Двигатель LL8 (Vortec 4200) в моторном отсеке 2006 Chevrolet TrailBlazer

LL8 (или Vortec 4200) — рядный шестицилиндровый двигатель, выпускавшийся с 2002 по 2009 год. Это первый двигатель серии Atlas, который был представлен в 2002 году на Chevrolet TrailBlazer, GMC Envoy и Oldsmobile Bravada. Также двигатель применялся в Buick Rainier, Saab 9-7X и Isuzu Ascender.
Рабочий объём двигателя составляет 4,2 л (4160 см3), диаметр цилиндра и ход поршня — 93 мм × 102 мм. Двигатель имеет 4 клапана на цилиндр, конструкцию с двойными верхними кулачками (DOHC) и изменяемые фазы газораспределения на выпускном распредвалу (впервые для рядных двигателей GM). Изначально мощность двигателя составляла 201 кВт (270 л. с.) при 6000 об/мин, а крутящий момент — 373 Н⋅м при 3600 об/мин. В 2003 году наблюдался небольшой скачок мощности до 205 кВт (275 л. с.). В 2006 году мощность была увеличена до 217 кВт (291 л. с.) при 6000 об/мин, а крутящий момент — до 376 Н⋅м при 4800 об/мин с добавлением датчика массового расхода воздуха и полной внутренней переработкой двигателя, однако в связи с новыми процедурами присвоения рейтинга SAE рейтинги могут незначительно различаться между годами. Красная зона — 6300 об/мин. С 2002 по 2005 год двигатель LL8 входил в список Ward's 10 Best Engines. С закрытием завода в Морионе, штат Огайо, и прекращением выпуска платформы GMT360 (Chevrolet TrailBlazer, GMC Envoy и т. д.), производство LL8 также прекратилось.

### Применения
- 2002—2009 GMC Envoy, Envoy XL и Envoy XUV
- 2002—2009 Chevrolet TrailBlazer и TrailBlazer EXT
- 2002—2004 Oldsmobile Bravada
- 2004—2007 Buick Rainier
- 2003—2008 Isuzu Ascender
- 2005—2009 Saab 9-7X 4.2i

## LLR (Vortec 3700)
LLR (также называемый Vortec 3700) — рядный пятицилиндровый двигатель, выпускавшийся с 2007 по 2012 год. Рабочий объём составляет 3,7 л (3653 см3), диаметр цилиндра — 95,5 мм, а ход поршня — 102 мм. Двигатель развивает мощность 180 кВт (242 л. с.) при 5600 об/мин и крутящий момент 328 Н·м при 4 600 об/мин. Красная зона — 6300 об/мин.

### Применения
- 2007—2012 Chevrolet Colorado и GMC Canyon
- 2007—2010 Hummer H3
- 2007—2008 Isuzu i-370

## L52 (Vortec 3500)

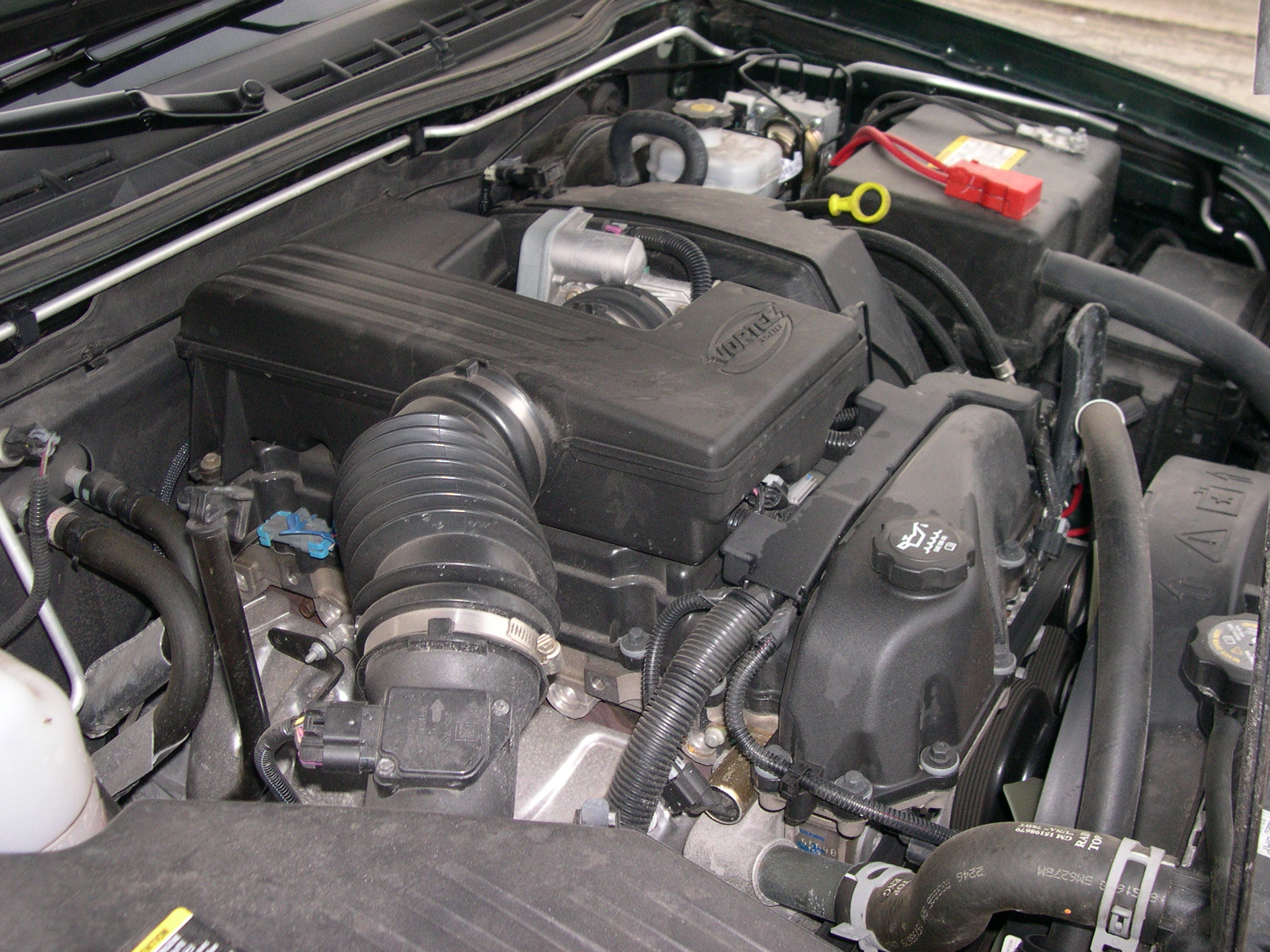
Двигатель GMC Canyon Vortec 3500

L52 (также известный как Vortec 3500) — рядный пятицилиндровый двигатель, выпускавшийся с 2004 по 2006 год. Рабочий объём составляет 3,5 л (3460 см3), диаметр цилиндра и ход поршня — 93 мм × 102 мм. Динамометрический стенд на маховике измеряет мощность 164 кВт (220 л. с.) при 5600 об/мин и крутящий момент 305 Н·м при 2800 об/мин. Красная зона — 6300 об/мин.

### Применения
- 2002 Bel Air Concept
- 2004—2006 Chevrolet Colorado и GMC Canyon
- 2006 Isuzu i-350
- 2006 Hummer H3

## LLV (Vortec 2900)
LLV (также называемый Vortec 2900) — рядный четырёхцилиндровый двигатель, выпускавшийся с 2007 по 2012 год. Пришёл на смену двигателю LK5. Рабочий объём составляет 2,9 л (2921 см3), диаметр цилиндра и ход поршня — 95,5 мм × 102 мм. Двигатель развивает мощность 138 кВт (185 л. с.) при 5600 об/мин и крутящий момент 258 Н⋅м при 2800 об/мин. Красная зона — 6300 об/мин.

### Применения
- 2007—2012 Chevrolet Colorado и GMC Canyon
- 2007—2008 Isuzu i-290

## LK5 (Vortec 2800)
LK5 (также называемый Vortec 2800) — рядный четырёхцилиндровый двигатель, выпускавшийся с 2004 по 2006 год. Рабочий объём составляет 2,8 л (2770 см3), диаметр цилиндра и ход поршня — 93 мм × 102 мм. Двигатель развивает мощность 130 кВт (175 л. с.) при 5600 об/мин и крутящий момент 251 Н·м при 2800 об/мин. Красная зона — 6300 об/мин.

### Применения
- 2004—2006 Chevrolet Colorado и GMC Canyon
- 2006 Isuzu i-280